# 大溪地服飾
大溪地上的居民在五、六歲時便不再裸體，除了睡覺或特殊儀式可以不穿衣服外，男性和女性都被要求著衣。分為傳統和現代服飾兩種，除了樣式外，在材質、款式和花樣上也有不少改變。

## 傳統大溪地服飾
基本服飾包含男性的臀部襠布(Maro)和女性的襯衣(Pareu)。除此之外兩個性別都需穿著一種名為Pareu的服飾，Pareu由一塊布料組成，遮蓋的範圍男女不同，男性的Pareu從腰際線到膝蓋以上；女性的Pareu則是從胸部到膝蓋以下。為了因應大溪地的雨林氣候，除了用布匹圍住身體外，外面還會罩上斗篷(Tiputo)，這是一種長版、兩側開岔的斗篷服飾，由樹皮和編織的樹葉做成。斗篷會用由頭髮編織而成的腰帶(Tatua)綁著。
傳統服飾的材質有很大的轉變，過去是塔怕纖維布，由麵包樹皮、可可樹的纖維和樹葉混合而成；歐洲傳教士來到大洋洲一帶後，各個群島開始文化交流，使用的布匹也轉為自其他島嶼進口的染布，花紋和顏色相當豐富。

## 現代大溪地服飾
彩色染布成為大溪地文化的圖騰，為波里尼西亞人的代表。染布成了當地的生活時尚，染布服飾常以整塊布料不加剪裁製作而成，布上的花紋成了服飾最重要的變化，因此在選布上相當重視其顏色和紋路；彩色染布根據穿法的不同可以變化為裙子、褲子、泳裝等不同功能，樣式更有三十幾種不同的穿法。由於在大溪地本島上並沒有任何的織布蠟染工業，所有的染布均仰賴進口，以峇里島的染布居多。